# Лихачёв, Дмитрий Сергеевич
Дми́трий Серге́евич Лихачёв (15 (28) ноября 1906, Санкт-Петербург — 30 сентября 1999, Санкт-Петербург) — советский и российский литературовед, филолог-медиевист, культуролог, искусствовед, доктор филологических наук (1947), профессор (1951). Академик АН СССР (1970; член-корреспондент с 1953). Председатель правления Российского (Советского до 1991 года) фонда культуры (1986—1993).
Герой Социалистического Труда (1986). Лауреат Государственной премии СССР (1969), Сталинской премии второй степени (1952) и Государственных премий РФ (1993; 1999 — посмертно). Кавалер ордена Святого апостола Андрея Первозванного (1998). Член Союза писателей СССР с 1956 года. Член-корреспондент Британской академии (1976), иностранный член Американского философского общества (1992).
Автор фундаментальных трудов, посвящённых истории русской литературы (главным образом древнерусской) и русской культуры. Автор работ (в том числе более сорока книг) по широкому кругу проблем теории и истории древнерусской литературы, многие из которых переведены на разные языки. Автор около 500 научных и 600 публицистических трудов. Внёс значительный вклад в изучение древнерусской литературы и искусства. Круг научных интересов Лихачёва весьма обширен: от изучения иконописи до анализа тюремного быта заключённых.
На протяжении всех лет своей деятельности являлся активным защитником культуры, пропагандистом нравственности и духовности.

## Биография

### Ранние годы
Родился 15 (28) ноября 1906 года в семье инженера-электрика Сергея Михайловича Лихачёва (умер 1 марта 1942 года в блокадном Ленинграде) и Веры Семёновны Лихачёвой (урождённой Коняевой) (1881—1971).
Детство Дмитрия Лихачёва в основном проходило в Петербурге, летом он бывал на даче в Куоккале. В 1911—1912 годах отец год работал в Одессе, и семья два лета провела в Мисхоре.
Начинал своё обучение в гимназии Императорского Человеколюбивого общества, а в 1916—1920 годах продолжил его в Петербургской школе К. И. Мая, затем до 1923 года — в Советской единой трудовой школе (бывшей гимназии Л. Д. Лентовской; ныне средняя общеобразовательная школа № 47 имени Д. С. Лихачёва).
В 1923—1928 годах — студент романо-германской и славяно-русской секции отделения языкознания и литературы факультета общественных наук Петроградского государственного университета. По окончании последнего получил дипломы по двум филологическим специальностям. Занимался историей славянской литературы.

### Заключение
8 февраля 1928 года арестован за участие в студенческом кружке «Космическая академия наук», где незадолго до ареста сделал доклад о старой русской орфографии, «попранной и искажённой врагом Церкви Христовой и народа российского»; осуждён на 5 лет за контрреволюционную деятельность. До ноября 1931 года политзаключённый в Соловецком лагере особого назначения. Поначалу был привлечён к тяжёлым работам. Позже во время отбывания наказания опубликовал в местной газете первую научную работу «Картёжные игры уголовников». С 1929 года до перевода на материк работал сотрудником криминологического кабинета, где занимался розыском беглых малолетних беспризорников из числа ссыльных или осуждённых. Лихачёв определял их в детскую трудовую колонию, тем самым спасая от верной смерти.
В ноябре 1931 года переведён из Соловецкого лагеря в Белбалтлаг, работал счетоводом и железнодорожным диспетчером на строительстве Беломорско-Балтийского канала.

### После освобождения
Досрочно освобождён в 1932 году «за успехи в труде» и позже вернулся в Ленинград. В 1932—1933 годах является литературным редактором Соцэкгиза, В 1935 году издал свою первую научную статью, материалы для которой были собраны во время заключения, «Черты первобытного примитивизма воровской речи» — в сборнике Института языка и мышления имени Н. Я. Марра «Язык и мышление».
В 1936 году по ходатайству президента АН СССР А. П. Карпинского с него были сняты все судимости. В аспирантуру, как бывший заключённый, поступить сразу не смог.

### В блокадном Ленинграде
С 1938 года Дмитрий Сергеевич — младший, в 1941—1954 годах — старший научный сотрудник Института русской литературы (Пушкинского Дома) АН СССР (ИРЛИ АН СССР). С 1954 года — заведующий Сектором, с 1986 года — Отделом древнерусской литературы ИРЛИ. Член Учёного совета ИРЛИ АН СССР (с 1948 года).
В 1941—1942 годах вместе с семьёй находился в осаждённом Ленинграде, но и в условиях блокады не прекращал научной деятельности. В это время им написана брошюра «Оборона древнерусских городов». В июне 1942 года вместе с семьёй эвакуировался по Дороге жизни в Казань.
В 1941 году защитил диссертацию на степень кандидата филологических наук на тему: «Новгородские летописные своды XII века».

### Послевоенные годы
В 1946 году получил звание доцента. В том же году награждён Медалью «За доблестный труд в Великой Отечественной войне». В 1947 году защитил диссертацию на соискание учёной степени доктора филологических наук «Очерки по истории литературных форм летописания XI—XVI вв.». В книге «Русские летописи и их культурно-историческое значение» (1947) вслед за Н. К. Никольским Лихачёв выводил начало русского летописания из западнославянского (мораво-паннонского) источника, названного им «Сказанием о первоначальном распространении христианства на Руси». Создание новгородского свода князя Всеволода, впервые выделенного Шахматовым, Лихачёв предложил датировать до 1132 года — года первого изгнания Всеволода.
В 1951 году утверждён в звании профессора и до 1953 года — профессор Ленинградского государственного университета. На историческом факультете ЛГУ читал спецкурсы «История русского летописания», «Палеография», «История культуры Древней Руси» и др. В 1952 году получил Сталинскую премию второй степени за участие в коллективном труде «История культуры Древней Руси» (Т. 2).
В 1953 году избран членом-корреспондентом Академии наук СССР. В том же году опубликовал статьи «Народное поэтическое творчество времени расцвета древнерусского раннефеодального государства (X—XI вв.)» и «Народное поэтическое творчество в годы феодальной раздробленности Руси — до татаро-монгольского нашествия (XII — начало XIII в.)» в коллективном труде «Русское народное поэтическое творчество». С 1955 года — член бюро Отделения литературы и языка АН, а с 1956 — член Археографической комиссии АН СССР. С 1974 года — член бюро Археографической комиссии.
С 1956 года — член Союза писателей СССР (Секция критики). С 1992 — член Союза писателей Санкт-Петербурга. В 1958 году впервые выехал за рубеж в Болгарию для работы в рукописных хранилищах. Результаты этой работы учёный изложил в докладе «Некоторые задачи изучения второго южнославянского влияния в России», на IV Международном съезде славистов в Москве.
С 1958 по 1973 годы — заместитель председателя постоянной Эдиционно-текстологической комиссии Международного комитета славистов, а с 1959 года — член Учёного совета Музея древнерусского искусства имени Андрея Рублёва.

### 1960-е годы
В 1960 году участвовал в I Международной конференции по поэтике в Польше. Избран на должность заместителя председателя Ленинградского отделения Общества советско-болгарской дружбы, которую занимал до 1966 года. С 1960 по 1999 года Лихачёв являлся членом Учёного совета Государственного Русского музея и Советского (Российского) комитета славистов.
В 1961 году — поездка в Польшу для участия во II Международной конференции по поэтике. С этого же года — член редколлегии журнала «Известия Академии наук СССР. Отделение литературы и языка». Выходят в свет его книги «Культура русского народа X—XVII веков» и «„Слово о полку Игореве“ — героический пролог русской литературы». С 1961 по 1962 год — депутат Ленинградского городского Совета депутатов трудящихся.
1962 год — очередная поездка в Польшу на заседание постоянной Эдиционно-текстологической комиссии Международного комитета славистов. Выпустил книги «Текстология: На материале русской литературы Х—XVII веков» и «Культура Руси времени Андрея Рублёва и Епифания Премудрого (конец XIV — начало XV века)», позже неоднократно переизданные.
В 1963 году избран иностранным членом Болгарской академии наук и награждён орденом Кирилла и Мефодия I степени, вручённым Президиумом Народного Собрания Народной Республики Болгарии. После участия в V Международном съезде славистов в Софии командирован в Австрию для чтения лекций. C 1963 года — член Художественного совета Второго творческого объединения Ленфильма (по 1969 год) и редколлегии серии АН СССР «Научно-популярная литература».
В 1964 году Д. С. Лихачёву присуждена степень почётного доктора наук Университета имени Николая Коперника в Торуне (Польша). Он читает доклады в Венгерской академии наук, участвует в югославском симпозиуме, посвящённом изучению творчества Вука Караджича, и изучает материалы рукописных хранилищ. Во время обсуждения рукописи А. А. Зимина о позднем происхождении «Слова о полку Игореве» выступил с критикой автора.
В следующем году вновь выступает с лекциями и докладами в Польше, посещает в Чехословакии заседание постоянной Эдиционно-текстологической комиссии Международного комитета славистов и симпозиум «Юг-Север», организованный ЮНЕСКО, в Дании. С 1956 по 1975 год является членом Комиссии по охране памятников культуры при Союзе художников РСФСР. С 1965 по 1966 год входил в Организационный комитет Всероссийского общества охраны памятников истории и культуры.
К 60-летию со дня рождения удостоен ордена Трудового Красного Знамени за заслуги в развитии советской филологической науки (1966). Поездка в Болгарию для научной работы, затем — в Германию на заседание постоянной Эдиционно-текстологической комиссии Международного комитета славистов.
В 1967 году избран почётным доктором Оксфордского университета (Великобритания), в котором прочёл цикл лекций. В этом же году участвовал в Генеральной ассамблее и научном симпозиуме Совета по истории и философии ЮНЕСКО в Румынии, издал книгу «Поэтика древнерусской литературы». Стал членом Совета Ленинградского городского отделения Всероссийского общества охраны памятников истории и культуры, а также членом его Центрального совета. С 1982 года — член Президиума Центрального совета ВООПиК. По 1986 год оставался членом Учёного совета Ленинградского отделения Института истории СССР АН СССР, член редколлегии и соавтор издававшейся ЛОИИ «Краткой истории СССР».
В 1968 году избран членом-корреспондентом Австрийской академии наук. Участвовал в VI Международном съезде славистов в Праге с докладом «Древнеславянские литературы как система». В 1969 году Д. С. Лихачёву присуждена Государственная премия СССР за научный труд «Поэтика древнерусской литературы». Участник конференции по эпической поэзии в Италии. В том же году стал членом Научного совета по комплексной проблеме «История мировой культуры» АН СССР. С 1970 — член бюро Совета.

### Академик
В 1970 году Дмитрий Сергеевич избран действительным членом Академии наук СССР, а в 1971 году — Сербской академии наук и искусств. В том же 1971 году награждён дипломом 1 степени Всесоюзного общества «Знание» за книгу «Человек в литературе Древней Руси», получил степень почётного доктора наук Эдинбургского университета (Великобритания), стал председателем редколлегии серии АН СССР «Литературные памятники» (до 1990), членом редколлегии «Краткой литературной энциклопедии» (до 1978). Тогда же скончалась мать филолога — Вера Семёновна Лихачёва.
С 1972 по 1999 годы Лихачёв руководил Археографической группой Ленинградского отделения Архива АН СССР.
В 1973 году награждён дипломом I степени Всесоюзного общества «Знание» за участие в коллективном научном труде «Краткая история СССР. Ч. 1»; избран почётным членом историко-литературного школьного общества «Боян» (Ростовская область), иностранным членом Венгерской академии наук. Принимал участие в VII Международном съезде славистов в Варшаве (Польша), где прочитал доклад «Зарождение и развитие жанров древнерусской литературы». Вышла в свет его книга «Развитие русской литературы Х — XVII вв.: Эпохи и стили». Получил членство в Учёном совете Ленинградского института театра, музыки и кинематографии (до 1976).
С 1974 по 1999 годы был членом Ленинградского (Санкт-Петербургского) отделения Археографической комиссии АН СССР (с 1975 — член бюро Отделения), бюро Археографической комиссии АН СССР, председателем редколлегии ежегодника «Памятники культуры. Новые открытия» Научного совета по комплексной проблеме «История мировой культуры» АН СССР и Научного совета по комплексной проблеме «История мировой культуры» АН СССР.
В 1975 году награждён золотой медалью ВДНХ за монографию «Развитие русской литературы Х—XVII вв.». Лихачёв выступил против исключения А. Д. Сахарова из Академии наук СССР, присутствовал на праздновании 150-летия Венгерской академии наук, участвовал в симпозиуме МАПРЯЛ по сравнительному литературоведению в Болгарии. В этом же году вышла из печати его новая книга «Великое наследие: Классические произведения литературы Древней Руси». С этого года до 1999 года был членом редколлегии издания Ленинградского отделения Института истории СССР АН СССР «Вспомогательные исторические дисциплины».
В 1976 году участвовал в конференции «Тырновская школа. Ученики и последователи Ефимия Тырновского» в Болгарии. Избран членом-корреспондентом Британской академии. Совместно с А. М. Панченко и Н. В. Понырко выпущена книга «„Смеховой мир“ Древней Руси». Избран членом редколлегии международного журнала «Palaeobulgarica» (до 1999).
В 1977 году Государственным Советом Народной Республики Болгарии повторно награждён орденом Кирилла и Мефодия I степени, и одноимённой премией Президиумом Болгарской академии наук и Академическим советом Софийского университета имени Климента Охридского за труд «Големият свят на руската литература». На следующий год награждён грамотой Союза болгарских журналистов и почётным знаком «Золотое перо» за большой творческий вклад в болгарскую журналистику и публицистику.
В 1978 году избран почётным членом литературного клуба старшеклассников «Бригантина». Лихачёв вновь едет в Болгарию для участия в международном симпозиуме «Тырновская художественная школа и славяно-византийское искусство XII—XV веков» и для чтения лекций в Институте болгарской литературы БАН и Центре болгаристики. Затем посещает заседание постоянной Эдиционно-текстологической комиссии Международного комитета славистов в ГДР. Издана книга «„Слово о полку Игореве“ и культура его времени».
Выступил инициатором, редактором (совместно с Л. А. Дмитриевым) и автором вступительных статей к монументальной серии «Памятники литературы Древней Руси» из 12 томов от издательства «Художественная литература». Серия выходила в 1978—1989 годах.
В 1979 году Государственным Советом Народной Республики Болгарии Лихачёву присвоено почётное звание лауреата Международной премии имени братьев Кирилла и Мефодия за исключительные заслуги в развитии староболгаристики и славистики, за изучение и популяризацию дела братьев Кирилла и Мефодия. С 1979 по 1993 годы состоял в редколлегии книжной серии «Литературные памятники Сибири» Восточно-Сибирского книжного издательства (Иркутск).
В 1980 году Лихачёв отправляется в Болгарию для чтения лекций в Софийском университете. Секретариатом Союза писателей Болгарии награждён почётным знаком «Никола Вапцаров».
1981
- Награждён Почётной грамотой «Всесоюзного добровольного общества любителей книги» за выдающийся вклад в исследование древнерусской культуры, русской книги, источниковедения.

Государственным Советом Народной Республики Болгарии присуждена «Международная премия имени Евфимия Тырновского».
- Награждён почётным знаком Болгарской академии наук.
- Участвовал в конференции, посвящённой 1300-летию Болгарского государства (София).
- Издание сборника статей «Литература — реальность — литература». — Л.: Советский писатель, 1981. — 215 с. — 20 000 экз. (переизд.: Л., 1984; Лихачёв Д. С. Избранные работы: В 3 т. — Т. 3. — Л., 1987) и брошюры «Заметки о русском». — М.: Советская Россия, 1981. — 71 с. — 75 000 экз. (переизд.: М., 1984; Лихачёв Д. С. Избранные работы: В 3 т. — Т. 2. — Л., 1987; 1997).

1981—1998
- Член редакционного совета альманаха Всероссийского общества охраны памятников истории и культуры «Памятники Отечества».

1982
- Присуждена Почётная грамота и премия журнала «Огонёк» за интервью «Память истории священна».
- Избран почётным доктором Университета Бордо (Франция).
- Редколлегией «Литературной газеты» присуждена премия за активное участие в работе «Литературной газеты».
- Поездка в Болгарию для чтения лекций и консультаций по приглашению Болгарской академии наук.
- Издание книги «Поэзия садов: К семантике садово-парковых стилей». — Л.: Издательство «Наука» (Ленингр. отделение), 1982. — 343 с. — 9950 экз. (переизд.: Л., 1991; СПб., 1998).

1983
- Награждён Дипломом почёта ВДНХ за создание пособия для учителей «Слово о полку Игореве».
- Избран почётным доктором Цюрихского университета (Швейцария).
- Член Советского оргкомитета по подготовке и проведению IX Международного съезда славистов (Киев).
- Издание книги для учащихся «Земля родная». — М.: Детская литература, 1985. — 207 с.

1983—1999
- Председатель Пушкинской комиссии АН СССР (РАН).

1984
- Имя Д. С. Лихачёва присвоено малой планете № 2877, открытой советскими астрономами: (2877) Likhachev-1969 TR2.

1984—1999
- Член Ленинградского научного центра АН СССР.

1985
- Президиумом АН СССР присуждена премия имени В. Г. Белинского за книгу «„Слово о полку Игореве“ и культура его времени».
- Редколлегией «Литературной газеты» присвоено звание лауреата «Литературной газеты» за активное сотрудничество в газете.
- Поездка в Венгрию по приглашению Будапештского университета имени Лоранда Этвеша в связи с 350-летием университета, присуждена степень почётного доктора наук Будапештского университета.
- Участвовал в Культурном форуме государств — участников Совещания по безопасности и сотрудничеству в Европе (Венгрия). Прочитан доклад «Проблемы сохранения и развития фольклора в условиях научно-технической революции».
- Издание книг «Прошлое — будущему: Статьи и очерки». — Л.: Издательство «Наука» (Ленингр. отделение), 1985. — 575 с. — 15 000 экз.; «Письма о добром и прекрасном». — М.: Детская литература, 1985. — 207 с. (переизд.: Токио, 1988; М., 1989; Симферополь, 1990; СПб., 1994; СПб., 1999).

1986
- В связи с 80-летием Присвоено звание Героя Социалистического Труда с вручением ордена Ленина и золотой медали «Серп и Молот».
- Государственным Советом Народной Республики Болгарии награждён орденом Георгия Димитрова (высшей награды Болгарии).
- Занесён в Книгу почёта Всесоюзного общества «Знание» за активную работу по пропаганде художественной культуры и оказание методологической помощи лекторам.
- Присвоено звание лауреата «Литературной России» за 1986 год и присуждена премия журнала «Огонёк».
- Избран почётным председателем Международного общества по изучению творчества Ф. М. Достоевского (МОД, англ. International Dostoevsky Society (IDS)).
- Избран почётным членом секции книги и графики Ленинградского Дома учёных имени М. Горького.
- Избран членом-корреспондентом секции «Ирисы» Московского городского клуба цветоводов-любителей.
- Участвовал в советско-американо-итальянском симпозиуме «Литература: Традиция и ценности» (Италия).
- Участвовал в конференции, посвящённой «Слову о полку Игореве» (Польша).
- Издана книга «Исследования по древнерусской литературе». — Л.: Издательство «Наука» (Ленингр. отделение), 1986. — 405 с. — 25 000 экз.; брошюра «Память истории священна». — М.: Правда, 1986. — 62 с. — 80 000 экз.

12 ноября 1986 — май 1993
- Председатель правления Советского (с ноября 1991 — Российского) фонда культуры.

1987
- Награждён медалью и премией «Альманаха библиофила».
- Награждён дипломом за фильм «Поэзия садов» (Лентелефильм, 1985), удостоенный второй премии на V Всесоюзном смотре фильмов по архитектуре и гражданскому строительству.
- Вновь избран депутатом Ленинградского городского Совета народных депутатов.
- Избран членом Комиссии по литературному наследию Б. Л. Пастернака.
- Избран иностранным членом Национальной академии Италии.
- Участвовал в международном форуме «За безъядерный мир, за выживание человечества» (Москва).
- Поездка во Францию на XVI сессию Постоянной смешанной советско-французской комиссии по культурным и научным связям.
- Поездка в Великобританию по приглашению Британской академии и Университета г. Глазго для чтения лекций и консультаций по истории культуры.
- Поездка в Италию на заседание неформальной инициативной группы по организации фонда «За выживание человечества в ядерной войне».
- Издание книги «Великий путь: Становление русской литературы XI—XVII вв.» — М.: Современник, 1987. — 299 с. — 25 000 экз.
- Издание «Избранных работ» (в 3 томах).

1987—1996
- Член редколлегии журнала «Новый мир», с 1997 года — член Общественного совета журнала.

1988
- Участвовал в работе международной встречи «Международный фонд за выживание и развитие человечества».
- Избран почётным доктором Софийского университета (Болгария).
- Избран членом-корреспондентом Гёттингенской академии наук (ФРГ).
- Поездка в Финляндию на открытие выставки «Время перемен, 1905—1930 (Русский авангард)».
- Поездка в Данию на открытие выставки «Русское и советское искусство из личных собраний. 1905—1930 гг.»
- Поездка в Великобританию для презентации первого номера журнала «Наше наследие» (член редколлегии журнала).
- Издание книги: «Диалоги о дне вчерашнем, сегодняшнем и завтрашнем». — М.: Советская Россия, 1988. — 142 с. — 30 000 экз. (соавтор — Н. Г. Самвелян)

1989
- Присуждена Европейская (1-я) премия за культурную деятельность в 1988 году.
- Присуждена Международная литературно-журналистская премия г. Модены (Италия) за вклад в развитие и распространение культуры в 1988 году.
- Вместе с другими деятелями культуры выступил за возвращение Русской Православной Церкви Соловецкого и Валаамского монастырей.
- Участвовал в совещании министров культуры европейских стран во Франции.
- Член Советского (позднее Российского) отделения ПЕН-клуба.
- Издание книг:
  - «Заметки и наблюдения: Из записных книжек разных лет». — Л.: Советский писатель, 1989. — 605 с. — 100 000 экз.
  - «О филологии». — М.: Высшая школа, 1989. — 206 с. — 24 000 экз.
- Советский фонд Культуры совместно с Советским фондом мира при поддержке общественности учредил Советский фонд Рерихов.

1989—1991
- Народный депутат СССР от Советского фонда культуры.

1990
- Член Международного комитета по возрождению Александрийской библиотеки.
- Почётный председатель Всесоюзного (с 1991 — Российского) Пушкинского общества.
- Член Международной редколлегии, созданной для издания «Полного собрания сочинений А. С. Пушкина» на английском языке.
- Лауреат Международной премии города Фьюджи (Италия).
- Издание книги «Школа на Васильевском: Книга для учителя». — М.: Просвещение, 1990. — 157 с. — 100 000 экз. (совместно с Н. В. Благово и Е. Б. Белодубровским).

1991
- Присуждена Премия имени Карпинского (Гамбург) за исследование и публикацию памятников русской литературы и культуры.
- Присуждена степень почётного доктора наук Карлова университета (Прага).
- Избран почётным членом Сербской Матицы (СФРЮ).
- Избран почётным членом Всемирного клуба петербуржцев; член Комиссии по правам человека при Администрации Санкт-Петербурга.
- Избран почётным членом Немецкого Пушкинского общества.
- Издание книг «Я вспоминаю» — М.: Прогресс, 1991. — 253 с. — 10 000 экз., «Книга беспокойств» — М.: Новости, 1991. — 526 с. — 30 000 экз., «Раздумья» — М.: Детская литература, 1991. — 316 с. — 100 000 экз.

1992
- Избран иностранным членом Американского философского общества[17].
- Избран почётным доктором Сиенского университета (Италия).
- Присвоено звание Почётного гражданина Милана и Ареццо (Италия).
- Участник Международной благотворительной программы «Новые имена».
- Председатель общественного юбилейного Сергиевского комитета по подготовке к празднованию 600-летия преставления преподобного Сергия Радонежского.
- Издание книги «Русское искусство от древности до авангарда». — М.: Искусство, 1992. — 407 с.

1993
- Президиумом Российской академии наук награждён Большой золотой медалью имени М. В. Ломоносова за выдающиеся достижения в области гуманитарных наук.
- Присуждена Государственная премия Российской Федерации за серию «Памятники литературы Древней Руси».
- Избран иностранным членом Американской академии наук и искусств.
- Присвоено звание первого Почётного гражданина Санкт-Петербурга решением Санкт-Петербургского Совета народных депутатов.
- Избран почётным доктором Санкт-Петербургского гуманитарного университета профсоюзов.
- Издана книга «Статьи ранних лет». — Тверь: Тверское областное отделение Российского фонда культуры, 1993. — 144 с.
- В мае сменён на посту председателя правления Российского фонда культуры актёром и режиссёром Н. С. Михалковым.

1994
- Председатель Государственной Юбилейной Пушкинской комиссии (по празднованию 200-летия со дня рождения А. С. Пушкина).
- Издание книги: «Великая Русь: История и художественная культура X—XVII веков» — М.: Искусство. 1994. — 488 с. (совместно с. Г. К. Вагнером, Г. И. Вздорновым, Р. Г. Скрынниковым).

1995
- Участвовал в Международном коллоквиуме «Творение мира и предназначение человека» (Санкт-Петербург — Новгород). Представил проект «Декларация прав культуры».
- Награждён орденом «Мадарски конник» первой степени за исключительные заслуги в развитии болгаристики, за выдвижение роли Болгарии в развитии мировой культуры.
- По инициативе Д. С. Лихачёва и при поддержке Института русской литературы РАН была создана Международная неправительственная организация «Фонд 200-летия А. С. Пушкина».
- Издание книги «Воспоминания» (СПб.: Logos, 1995. — 517 с. — 3000 экз. — переизд. 1997, 1999, 2001).

1996
- Сооснователь Международной лиги защиты Культуры. «Культурное созидание в искусстве, науке, в религиозном мировоззрении поможет сложить новую, более высокую ступень качественного самосознания народа. Во имя этого жизненно важного и благородного дела нами создаётся „Лига защиты Культуры“.»
- Награждён орденом «За заслуги перед Отечеством» II степени за выдающиеся заслуги перед государством и большой личный вклад в развитие русской культуры.
- Награждён орденом «Стара Планина» первой степени за огромный вклад в развитие славистики, болгаристики и за большие заслуги в укреплении двусторонних научных и культурных связей между Республикой Болгарией и Российской Федерацией.
- Издание книг: «Очерки по философии художественного творчества» — СПб.: Блиц, 1996. — 158 с. — 2000 экз. (переизд. — 1999) и «Без доказательств» — СПб.: Блиц, 1996. — 159 с. — 5000 экз.

1997
- Лауреат Премии Президента Российской Федерации в области литературы и искусства.
- Присуждение премии «За честь и достоинство таланта», учреждённой Международным Литфондом.
- Вручена частная художественная Царскосельская премия под девизом «От художника художнику» (Санкт-Петербург).
- Издание книги «Об интеллигенции: Сборник статей».

1997—1999
- Редактор (совместно с Л. А. Дмитриевым, А. А. Алексеевым, Н. В. Понырко) и автор вступительных статей монументальной серии «Библиотека литературы Древней Руси» (изданы т. 1—7, 9—11) — издательство «Наука».

1998
- Награждён орденом Святого апостола Андрея Первозванного за вклад в развитие отечественной культуры (первый кавалер).
- Награждён Золотой медалью первой степени от Межрегионального некоммерческого благотворительного фонда памяти А. Д. Меншикова (Санкт-Петербург).
- Награждён премией имени Небольсина Международного благотворительного фонда и профессионального образования имени А. Г. Небольсина.
- Награждён Международным серебряным памятным знаком «Ласточка мира» (Италия) за большой вклад в пропаганду идей мира и взаимодействия национальных культур.
- Издание книги «Слово о полку Игореве и культура его времени. Работы последних лет». — СПб.: Logos. 1998. — 528 с. — 1000 экз.

1999
- Один из учредителей «Конгресса петербургской интеллигенции» (наряду с Ж. Алфёровым, Д. Граниным, А. Запесоцким, К. Лавровым, А. Петровым, М. Пиотровским).
- Награждён сувенирной Золотой юбилейной Пушкинской медалью от «Фонда 200-летия А. С. Пушкина».

Издание книг «Раздумья о России», «Новгородский альбом».
Скончался 30 сентября 1999 года в Санкт-Петербурге на 93-м году жизни.
Был похоронен 4 октября на Комаровском кладбище. Памятник на могиле учёного выполнил известный скульптор В. С. Васильковский.

### Семья
- Жена — Зинаида Александровна, урождённая Макарова (1907 — 16 апреля 2001)[19].
- Дочь — Вера Дмитриевна Лихачёва (04 августа 1937 — 11 сентября 1981), искусствовед-византинист, вышла замуж за архитектора Юрия Курбатова (27 декабря 1934 — 10 ноября 2020);
  - Внучка — Зинаида Курбатова (род. 10 января 1966), журналист, корреспондент телеканала «Вести 24»;
    - Правнучка — Вера Филипповна Курбатова (род. 1987).
- Дочь — Людмила Дмитриевна Лихачёва (1937—2001), была замужем за геофизиком Сергеем Зилитинкевичем (13 апреля 1936 — 15 февраля 2021), который в 1979—1983 годах дважды был судим по уголовным статьям;
  - Внучка — Вера Сергеевна Зилитинкевич, в замужестве Тольц (род. 1959), профессор Манчестерского университета, в эмиграции с 1982 года; была замужем дважды — за журналистом Владимиром Тольцем и советологом Йором Горлицким;
    - Правнук — Сергей Владимирович Тольц (род. 1981), сын от первого брака матери;
    - Правнучка — Ханна Йоровна Горлицкая (род. 1997), дочь от второго брака матери.

## Труды
Книги
- «Оборона древнерусских городов» (1942, совместно с М. А. Тихановой) — первая книга
- «Национальное самосознание Древней Руси. Очерки из области русской литературы XI—XVII вв.» — М.—Л.: Издательство АН СССР, 1945. — 120 с. (фототип. переизд. кн.: The Hague, 1969)
- «Новгород Великий: Очерк истории культуры Новгорода XI—XVII вв.» — Л.: Госполитиздат. — 1945. — 104 с. — 10 000 экз. (переизд. — М.: Советская Россия, 1959. — 102 с.)
- «Культура Руси эпохи образования Русского национального государства (Конец XIV — начало XVI в.)» — М.: Госполитиздат, 1946. — 160 с. — 30 000 экз. (фототип. переизд кн.: The Hague, 1967)
- «Русские летописи и их культурно-историческое значение». — М.—Л.: Издательство АН СССР, 1947. — 499 с. — 5000 экз. (фототип. переизд кн.: The Hague, 1966)
- «Возникновение русской литературы». — М.—Л.: Издательство АН СССР, 1952. — 240 с. — 5000 экз.
- «Человек в литературе Древней Руси». — М.—Л.: Издательство АН СССР, 1958. — 186 с. — 3000 экз. (переизд.: М., 1970; Лихачёв Д. С. Избранные работы: В 3 т. — Т. 3. — Л., 1987)
- «Некоторые задачи изучения второго южнославянского влияния в России». — М.: Издательство АН СССР. 1958. — 67 с. — 1000 экз.
- Перевод «Слова о полку Игореве» // «Изборник» (Сборник произведений литературы Древней Руси). — М.: Художественная литература, 1969[20], переиздан в 1986 году.
- «Поэзия садов: К семантике садово-парковых стилей». — Л.: Издательство «Наука» (Ленингр. отделение), 1982. — 343 с. — 9950 экз. (переизд.: Л., 1991; СПб., 1998).
- «Историческая поэтика русской литературы. Смех как мировоззрение». — СПб.: Алетейя, 2001. — ISBN 5-89329-014-3.
- Избранное: «Слово о полку Игореве» и культура его времени. Работы последних лет. — СПб.: Издательство «Логос», 1998. — ISBN 5-87288-151-7.
- «Избранное: мысли о жизни, истории, культуре». — М.: Российский фонд культуры, 2006. — ISBN 5-85302-506-6.
- «Текстология» (краткий очерк). — М.: Издательство «Наука», 2006. — ISBN 5-02-035670-0.
- «Текстология (на материале русской литературы X—XVII веков)». — 3-е изд. — СПб.: Алетейя, 2001. — ISBN 5-89329-474-2.
- «Литература — реальность — литература» (сборник статей). — Л.: Издательство «Советский писатель» (Ленингр. отделение), 1981.
- «Поэтика древнерусской литературы». — 3-е изд. — М.: Издательство «Наука», 1979. (первые два издания — в 1967 и 1969)
- «Русская культура». — М.: Искусство. 2000. — ISBN 5-210-01377-4.
- «Культура русского народа X—XVII вв.» (монография). — М.: Издательство АН СССР. 1961.
- «Прошлое — будущему»: статьи и очерки. — М.: Издательство «Наука», 1985.
- «Архитектурно-художественные памятники Соловецких островов» / Д. С. Лихачёв, О. Д. Савицкая. — М.: Искусство. 1980.
- «Раздумья». — М.: Детская литература, 1991. — ISBN 5-08-001921-2.
- «Раздумья о России» (сборник). — М.: Издательство «Logos», 1999. — ISBN 5-87288-307-2.
- «Памятники литературы Древней Руси XIII век» / Л. А. Дмитриев, Д. С. Лихачёв. — М.: Художественная литература, 1981.
- Словарь книжников и книжности Древней Руси: [в 4 вып.] / Рос. акад. наук, Ин-т рус. лит. (Пушкинский Дом); отв. ред. Д. С. Лихачёв [и другие]. — Л.: Наука, 1987—2017.

1950
- Издание «Слова о полку Игореве» в серии «Литературные памятники» с переводом и комментариями Д. С. Лихачёва[21][22].
- Издание «Повести временных лет» в серии «Литературные памятники» с переводом (совместно с Б. А. Романовым) и комментариями Д. С. Лихачёва (переизд.: СПб., 1996).
- Публикация статей «Исторический и политический кругозор автора „Слова о полку Игореве“» и «Устные истоки художественной системы „Слова о полку Игореве“».
- Издание книги: «Слово о полку Игореве»: Историко-литературный очерк. — М.—Л.: Издательство АН СССР, 1950. — 164 с. — 20 000 экз. (2-е изд., доп. — М.—Л.: Издательство АН СССР, 1955. — 152 с. — (Научно-популярная серия). — 20 000 экз.)

Другие публикации
- Иван Грозный — писатель // Звезда. — 1947. — № 10. — С. 183—188.
- Иван Грозный — писатель // Послания Ивана Грозного / Подгот. текста Д. С. Лихачёва и Я. С. Лурье; Пер. и коммент. Я. С. Лурье; Под ред. В. П. Адриановой-Перетц. — М.—Л., 1951. — С. 452—467.
- «Литература XI—XIII вв.» [статья] в коллективном труде «История культуры Древней Руси». (Том 2: Домонгольский период), получившем Государственную премию СССР, 1951.
- Иван Пересветов и его литературная современность // Пересветов И. Сочинения / Подгот. текст. А. А. Зимин. — М.—Л.: 1956. — С. 28—56.
- Изображение людей в житийной литературе конца XIV—XV века // Тр. Отд. древнерус. лит. — 1956. — Т. 12. — С. 105—115.
- Движение русской литературы XI—XVII веков к реалистическому изображению действительности. — М.: Тип. «На боевом посту», 1956. — 19 с. — (Материалы к дискус. о реализме в мировой литературе).
- Заседание, посвящённое творчеству протопопа Аввакума, [состоявшееся 26 апр. в Институте русской литературы (Пушкинский Дом) Академии наук СССР] // Вестник АН СССР. — 1957. — № 7. — С. 113—114.
- Вторая международная конференция по поэтике // Вести АН СССР. — 1962. — № 2. — С. 97—98.
- Древнеславянские литературы как система // Славянские литературы: VI Междунар. съезд славистов (Прага, авг. 1968). Докл. сов. делегации. — М., 1968. — С. 5—48.
- Барокко и его русский вариант XVII века // Русская литература. — 1969. — № 2. — С. 18—45.
- Древнерусский смех // Проблемы поэтики и истории литературы: [Сб. ст.]. — Саранск, 1973. — С. 73—90.
- Големият свят на руската литература: Изслед. и ст. На болг. яз. / Сост. и ред. П. Динеков. — София: Наука и изкуство, 1976. — 672 с.
- [Выступление на IX Международном съезде славистов (Киев 6—14 сент. 1983 г.) по докладу П. Бухвальд-Пельцевой «Эмблематика Киевской Руси эпохи барокко»] // IX Международный съезд славистов: материалы дискуссии. — Киев, 1983.
- Земля родная: кн. для учащихся. — М.: Просвещение. — 1983. — 256 с.
- Порфиридов Н. Г. Новгород: 1917—1941: воспоминания / Н. Г. Порфиридов; авт. предисл. Д. С. Лихачёв; науч. ред. Ю. Г. Бобров; ред. В. А. Лазарева; худ. И. В. Зарубина. — Л.: Лениздат, 1987. — 255, [1] с.: портр.; 17 см. — 50 000 экз.
- Литературоведение и лингвостилистика: материалы дискуссии / АН СССР, АН УССР, Междунар. комитет славистов, Сов. комитет славистов. — Киев: Наукова думка 1987. — С. 25.
- [Выступление на IX Международном съезде славистов (Киев, 6—14 сент. 1983 г.) по докладу Р. Белкнапа «Сюжет: Практика и теория»] // IX Международный съезд славистов: материалы дискуссии. — Киев, 1983.
- Литературоведение и лингвостилистика. — Киев, 1987. — С. 186.
- Введение к чтению памятников древнерусской литературы / Отв. ред. С. О. Шмидт; сост. А. В. Топычканов. — М.: Русский путь, 2004. — 340 с.
- Воспоминания / Ред. Т. Шмакова; худ. В. Корнилов; фот. И. Ильин. — СПб.: Logos, 1995. — 519 с. — 3000 экз. — ISBN 5-87288-098-7.
- В блокадном Ленинграде. — М.: Родина, 2018. — 238 с. — (На войне как на войне).

## Убеждения
Дмитрий Лихачёв родился в семье старообрядцев федосеевского, беспоповского согласия. С уважением относился к Русской церкви, особенно к духовенству, пострадавшему в лагерях. С некоторыми из них он находился в близкой дружеской связи (подробнее об этом опубликовано в книге самого Д. С. Лихачёва «Воспоминания» — М., 2007). В разделе «О жизни и смерти» в своей книге «Русская культура» он писал так:

Религия либо занимает основное место в жизни человека, либо у него её нет вовсе. Нельзя верить в Бога «попутно», «между прочим», признавать Бога как постулат и вспоминать о Нём только, когда спрашивают.

Дмитрий Лихачёв был председателем общественного юбилейного Сергиевского комитета по подготовке к празднованию 600-летия преставления преподобного Сергия Радонежского (1992). В 1996 году Дмитрия Сергеевича с его 90-летием поздравил митрополит Санкт-Петербургский и Ладожский Владимир, поднёс в дар юбиляру икону Божией Матери. Дмитрий Сергеевич перекрестился и поцеловал образ. На вопрос, по какому обряду он хотел бы быть похоронен, Дмитрий Сергеевич ответил: «По старому».
Никогда не состоял в КПСС, отказывался подписывать письма против видных деятелей культуры СССР, но не был диссидентом и стремился найти компромисс с советской властью. По мнению Е. Водолазкина, Лихачёв «жил не против советской власти, а как бы вне её… Он её не любил, особо этого не скрывал, но бороться против неё — не боролся».
В своём предисловии к книге «Слово о полку Игореве», вышедшей в 1955 году в издательстве «Детгиз», а также во введении и заключении к книге «Возникновение русской литературы» (1952), ссылался на труды Сталина, Маркса и Энгельса. Позже Лихачёв так вспоминал об этом:

Найти в моих работах что-либо антисоветское было трудно. И всё-таки я был явно не «свой»: Сталина и Ленина почти не цитировал. На это обратили особое внимание, когда вышла моя книга «Возникновение русской литературы». Заставили написать введение и заключение с соответствующим цитированием «корифея всех наук.
— Д. С. Лихачёв. «Проработки»
Позитивно принял Перестройку; Лихачёва очень ценил Михаил Горбачев.
В октябре 1990 года участвовал в так называемой «Римской встрече» и подписал так называемое «Римское обращение» (подробнее представлено в статье про Витторио Страду).
В октябре 1993 года Лихачёв подписал «Письмо сорока двух» с призывом о запрете коммунистических и националистических партий и движений. Как объясняет Е. Водолазкин, «Для Лихачёва речь шла о людях, которые с оружием в руках намеревались восстановить советскую власть… Он хотел спасти страну от повторения прошлого.»
В интервью 1995 года Лихачёв говорил следующее:

Ведь что такое… Октябрьский переворот? Против кого он был направлен? Против интеллигенции. Первый год во власти стояли полузнайки. Стали арестовывать профессоров…

В 1998 году Лихачёв убедил Ельцина приехать на церемонию захоронения останков членов царской семьи. Дмитрий Сергеевич писал Ельцину: «вы как президент страны обязаны присутствовать на похоронах представителей последней легитимной власти России».
30 сентября 1998 года Лихачёв принял из рук президента Ельцина восстановленный орден Андрея Первозванного № 1, что вызвало отрицательную реакцию некоторых журналистов. Негативную реакцию усилил поступок Солженицына, который от того же ордена демонстративно отказался. Сразу же после церемонии вручения Д. С. Лихачёв передал орденские знаки восстановленного ордена на хранение в Государственный Эрмитаж.

## Звания, награды
- Герой Социалистического Труда (1986).
- Орден Святого апостола Андрея Первозванного (30 сентября 1998) — за выдающийся вклад в развитие отечественной культуры[31](вручён орден за № 1).
- Орден «За заслуги перед Отечеством» II степени (28 ноября 1996) — за выдающиеся заслуги перед государством и большой личный вклад в развитие русской культуры[32].
- Орден Ленина.
- Орден Трудового Красного Знамени (1966).
- Медаль Пушкина (4 июня 1999) — в ознаменование 200-летия со дня рождения А. С. Пушкина, за заслуги в области культуры, просвещения, литературы и искусства[33].
- Медаль «За трудовую доблесть» (1954).
- Медаль «За оборону Ленинграда» (1942).
- Юбилейная медаль «Тридцать лет Победы в Великой Отечественной войне 1941—1945 гг.» (1975).
- Юбилейная медаль «Сорок лет Победы в Великой Отечественной войне 1941—1945 гг.» (1985).
- Юбилейная медаль «50 лет Победы в Великой Отечественной войне 1941—1945 гг.» (22 марта 1995)[34].
- Медаль «За доблестный труд в Великой Отечественной войне 1941—1945 гг.» (1946).
- Медаль «Ветеран труда» (1986).
- Медаль «В память 250-летия Ленинграда» (1957).
- Орден Георгия Димитрова (НРБ, 1986).
- Два ордена «Кирилла и Мефодия» I степени (НРБ, 1963, 1977).
- Орден «Стара Планина» I степени (Болгария, 16 октября 1996) — за общий вклад в развитие славистики, болгароведения и за особо большие заслуги в укреплении двусторонних научных и культурных связей между Республикой Болгария и Российской Федерацией[35].
- Орден «Мадарский всадник» I степени (Болгария, 23 мая 1995) — за выдающиеся заслуги в развитии болгароведения, за подтверждение деятельности святых братьев Кирилла и Мефодия в России и в мире и за освещение роли Болгарии в развитии мировой культуры[36].
- Знак Исполкома Ленсовета «Жителю блокадного Ленинграда».
- Государственная премия Российской Федерации в области литературы и искусства (7 декабря 1993) — за серию «Памятники литературы Древней Руси»[37].
- Государственная премия Российской Федерации в области литературы и искусства (9 июня 2000, посмертно) — за развитие художественного направления отечественного телевидения, создание общероссийского государственного телеканала «Культура»[38].
- Премия Президента Российской Федерации в области литературы и искусства (15 декабря 1997)[39].
- Государственная премия СССР в области науки и техники (1969) — за научный труд «Поэтика древнерусской литературы» (1967).
- Сталинская премия второй степени в области науки (1952) — за 2-томный научный труд «История культуры Древней Руси» (1951).
- Премия имени В. Г. Белинского (1985) — за книгу «„Слово о полку Игореве“ и культура его времени».
- Премия имени Карпинского (1991).
- Международная премия «Балтийская звезда» (2006, посмертно)[40].
- Присуждена премия Президиума АН СССР за работу «Возникновение русской литературы» (1954).
- Иностранный член академий наук Болгарии, Венгрии, Академии наук и искусств Сербии, старейшего общества США — Философского[41].
- Член-корреспондент Австрийской, Американской, Британской (1976), Итальянской, Гёттингенской академий.
- Русской академией искусствознания и музыкального исполнительства награждён орденом искусств «Янтарный крест» (1997).
- Награждён Почётным дипломом Законодательного Собрания Санкт-Петербурга (1996).
- Награждён Большой золотой медалью имени М. В. Ломоносова (1993).
- Первый Почётный гражданин Санкт-Петербурга (1993).
- Почётный гражданин итальянских городов Милана и Ареццо.
- Лауреат Царскосельской художественной премии (1997).
- Золотая медаль ВДНХ.

## Значение творческой и общественной деятельности
Д. С. Лихачёв внёс значительный вклад в развитие изучения древнерусской литературы. Его перу принадлежат одни из лучших исследований по таким литературным памятникам, как «Повесть временных лет», «Слово о полку Игореве», «Моление Даниила Заточника» и др. В монографии «Развитие русской литературы XI—XVII вв.: Эпохи и стили» (1973) Д. С. Лихачёв обосновал концепцию теоретической истории литературы, цель которой — исследовать литературу в развитии: «характер процесса, его движущие силы, причины возникновения тех или иных явлений, особенности историко-литературного движения данной страны сравнительно с движением других литератур». Эта монография стала первым опытом теоретической истории русской литературы.
Д. С. Лихачёв принимал непосредственное участие в сохранении и реставрации различных культурных объектов Санкт-Петербурга и пригородов, в частности, в воссоздании парка «Монрепо».
Совместно с Игорем Моисеевым и Татьяной Устиновой содействовал инициативе Виктора Попова, приведшей к основанию в Москве школы № 1113 с углублённым изучением музыки и хореографии для одарённых детей.
Во многом посодействовал развитию книжной серии «Литературные памятники», являясь с 1970 года председателем её редколлегии.

Народный артист России Игорь Дмитриев так охарактеризовал основное значение Д. С. Лихачёва в развитии русской культуры: 
Гордость русского народа, гордость интеллигенции. Я не знаю, кто сможет занять его место и кто сможет иметь право говорить так о любых проблемах российской культуры с таким знанием и с такой болью за неё…
В то же время учёный критиковался некоторыми коллегами за конформизм; «непатриотичное» стремление быть признанным на Западе; притеснение не согласных с ним подчинённых; эклектизм и поверхностность работ не по своей специальности. По словам литературоведа М. О. Чудаковой, «один из побочных результатов ухода из научной жизни учёных первого ряда — на их место оказался невольно вытолкнут судьбой тот, кто должен был достойно занимать второй ряд, — Д. С. Лихачёв. На наших глазах он, можно сказать, изнемогал, долгие годы выполняя функцию единственного опорного столба и постепенно невольно реставрируя в нашем извращённом обществе сталинскую схему: один главный в каждой области культуры. Наличие одного такого академика с его набором качеств, <…> было удобно дряхлеющей советской власти, но стало удобно постепенно и власти постсоветской, а также и самой интеллигенции, так как в весьма трудное время снимало с неё необходимость личных действий».
Работавший под руководством Лихачёва филолог Д. М. Буланин посвятил ряд публикаций исследованию представлений об академике «как духовном вожде русской интеллигенции, будто бы привлёкшим к ней внимание вершителей судеб России и ставшим её перед ними предстателем». По мнению Буланина, этот миф «выгоден власти, для интеллигенции он губителен». В рецензии на книгу Буланина религиовед В. М. Лурье резюмирует: «… Лихачёв… был таким человеком, который нашёл возможность оставаться „человеком государственной службы“ даже тогда, когда его государство было захвачено варварами. Он не вписывался ни в один из типов русской интеллигенции, сохранявшихся при советской власти, — ни либеральной, ни националистической, — но зато очень и очень вписывался в любимый К. Н. Леонтьевым тип грека-фанариота, умевшего маневрировать между турецкой властью и чаяниями своего племени, тоже отчасти национально-консервативного, отчасти либерально-европейского, и за это умение ставшего одинаково необходимым тем и другим. Периодически возникали ситуации, когда по отношению к интеллигентам он проявлял себя не „своим“. Тогда на него обижались, подчас, очень глубоко. Но в глазах большинства эти обиды некоторых всегда с лихвой перевешивались реальной помощью другим, которых всегда было больше. Эта помощь была такого свойства, что один интеллигент другому интеллигенту оказать бы её не смог (вплоть до отмазывания от КГБ на стадии раскручивания последним дела о международной антисоциалистической организации)».

## Адреса
- Набережная Чёрной речки, 12[50]
- 2-й Муринский пр., 34

## Память
Увековечение имени
- Имя академика при жизни присвоено астероиду № 2877 (1984).
- В 1999 году имя Д. С. Лихачёва присвоено Российскому научно-исследовательскому институту культурного и природного наследия[51].
- В 2001 году дочь академика — Людмила Дмитриевна Лихачёва и Джордж Сорос (американский финансист и основатель «Фондов Сороса» в различных странах) основали Благотворительный фонд имени Лихачёва[52].
- 2006 год в России объявлен годом Дмитрия Сергеевича Лихачёва[53].
- В память о Лихачёве названы площадь, аллея и сквер в Санкт-Петербурге.
- 1 августа 2016 года в Санкт-Петербурге Библиотеке № 1 («ЦБС Выборгского района» Санкт-Петербурга) присвоено имя Д. С. Лихачёва[54].
- В 2014 году Аэрофлот назвал в честь Д. С. Лихачёва один из своих новых лайнеров Аэробус[55].
- В Новосибирске одна из районных библиотек названа именем Д. С. Лихачёва.
- 28 ноября 2017 года в Санкт-Петербурге открыт информационно-выставочный центр Д. С. Лихачёва (особняк Румянцева, Английская набережная, дом № 44)[56].

Чтения
В 1999 году по инициативе Лихачёва в Москве создан Пушкинский лицей № 1500, в Москве. Академик умер спустя три месяца после постройки здания, не дожив до открытия лицея.
- Ежегодно в честь Д. С. Лихачёва в Пушкинском лицее № 1500 и гимназии № 1503 города Москвы и проводятся Лихачёвские чтения, на которых съезжаются ученики различных городов и стран с выступлениями, посвящёнными памяти великого гражданина России.
- Ежегодно в честь Д. С. Лихачёва в СПбГУП проводятся Лихачёвские чтения, на которых выступают видные деятели науки, культуры и искусства из России и зарубежных стран.
- Ежегодно в честь Д. С. Лихачёва в Институте филологии и журналистики Саратовского государственного университета имени Н. Г. Чернышевского проводятся Лихачёвские чтения (организатор и руководитель — Г. Ф. Самосюк).
- Распоряжением губернатора Санкт-Петербурга в 2000 году имя Д. С. Лихачёва присвоено школе № 47 (Плуталова улица, дом № 24), где также проводятся Лихачёвские чтения[7].

Премии
- В 2000 году Д. С. Лихачёву посмертно была присуждена Государственная премия Российской Федерации за развитие художественного направления отечественного телевидения и создание общероссийского государственного телеканала «Культура». Изданы книги «Русская культура»; «Небесная линия города на Неве. Воспоминания, статьи».
- С 2003 года Президиумом РАН присуждается премия имени Д. С. Лихачёва за выдающийся вклад в исследования литературы и культуры Древней Руси.
- В 2006 году Фондом имени Д. С. Лихачёва и Правительством Санкт-Петербурга была учреждена премия фонда имени Д. С. Лихачёва.
- В декабре 2023 года Минкультуры России объявило об учреждении ежегодной Национальной премии в области музейного дела имени Дмитрия Сергеевича Лихачёва. Вручение наград будет проходить в рамках международного фестиваля «Интермузей»[57].

Памятники
Известны живописные, графические и скульптурные портреты Д. С. Лихачёва, исполненные в разные годы ленинградскими художниками и скульпторами, в том числе Варленом Пеном (1980).
- В Санкт-Петербурге установлена памятная доска на доме, где академик прожил последние 35 лет (2-й Муринский проспект, д. № 34).
- В 2006 году в Москве установлена памятная доска на доме № 4 по 1-му Неопалимовскому переулку, где размещалась редакция журнала «Наше наследие».
- 6 ноября 2008 года на площади имени Д. С. Лихачёва открыт памятный знак в виде гранитной стелы с бронзовым барельефным портретом Д. С. Лихачёва (архитектор В. Б. Бухаев, скульптор И. Б. Корнеев)[59].
- 25 мая 2011 года в атриуме библиотеки иностранной литературы имени М. И. Рудомино открыт памятник Д. С. Лихачёву[60].
- В память о Лихачёве названа улица в Софии, 28 ноября 2015 года в сквере на этой улице открыт памятник.

Мемориальный камень на площади Лихачёва в Санкт-Петербурге
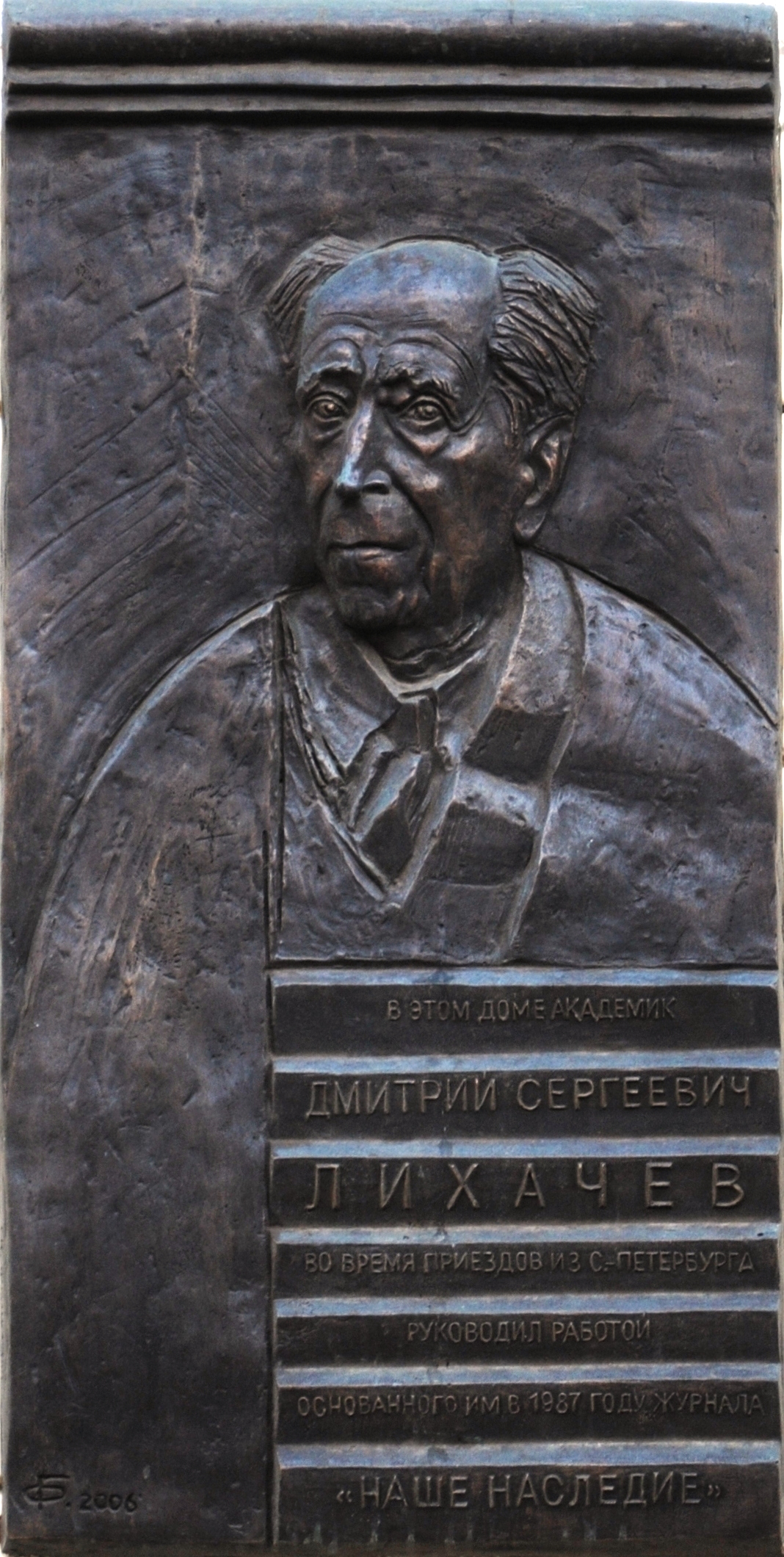
Памятная доска в Москве на доме № 4 по 1-му Неопалимовскому переулку, где размещалась редакция журнала «Наше наследие»
Барельефы Хармсу, Дали, Шостаковичу и Лихачёву в Санкт-Петербурге
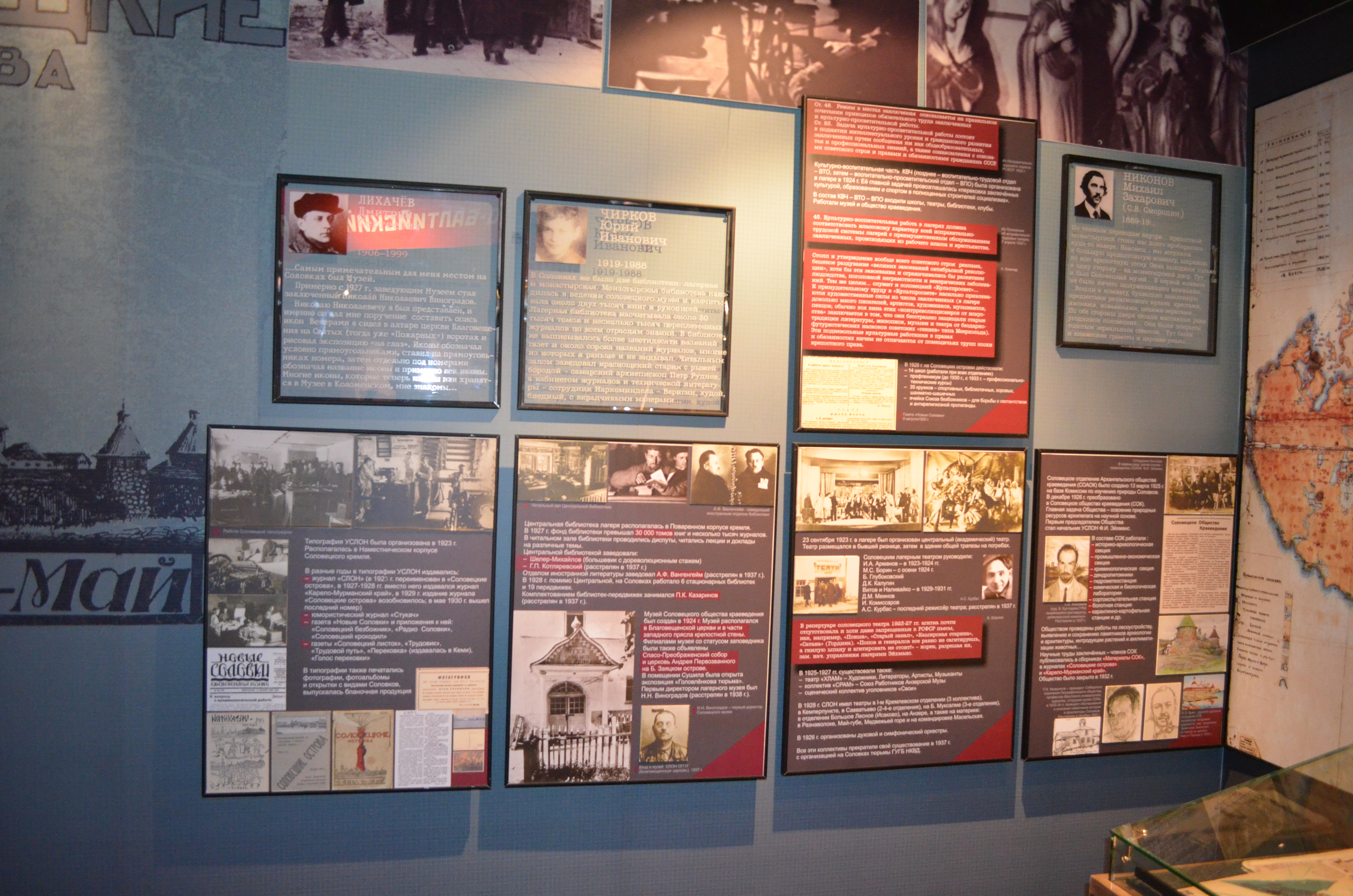
Лихачёв на памятном стенде в Музее соловецких лагерей

### В филателии

Почтовые марки России
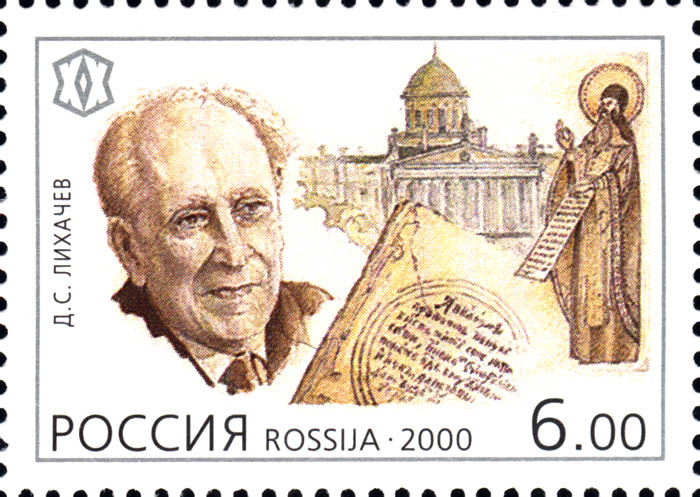
2000 год
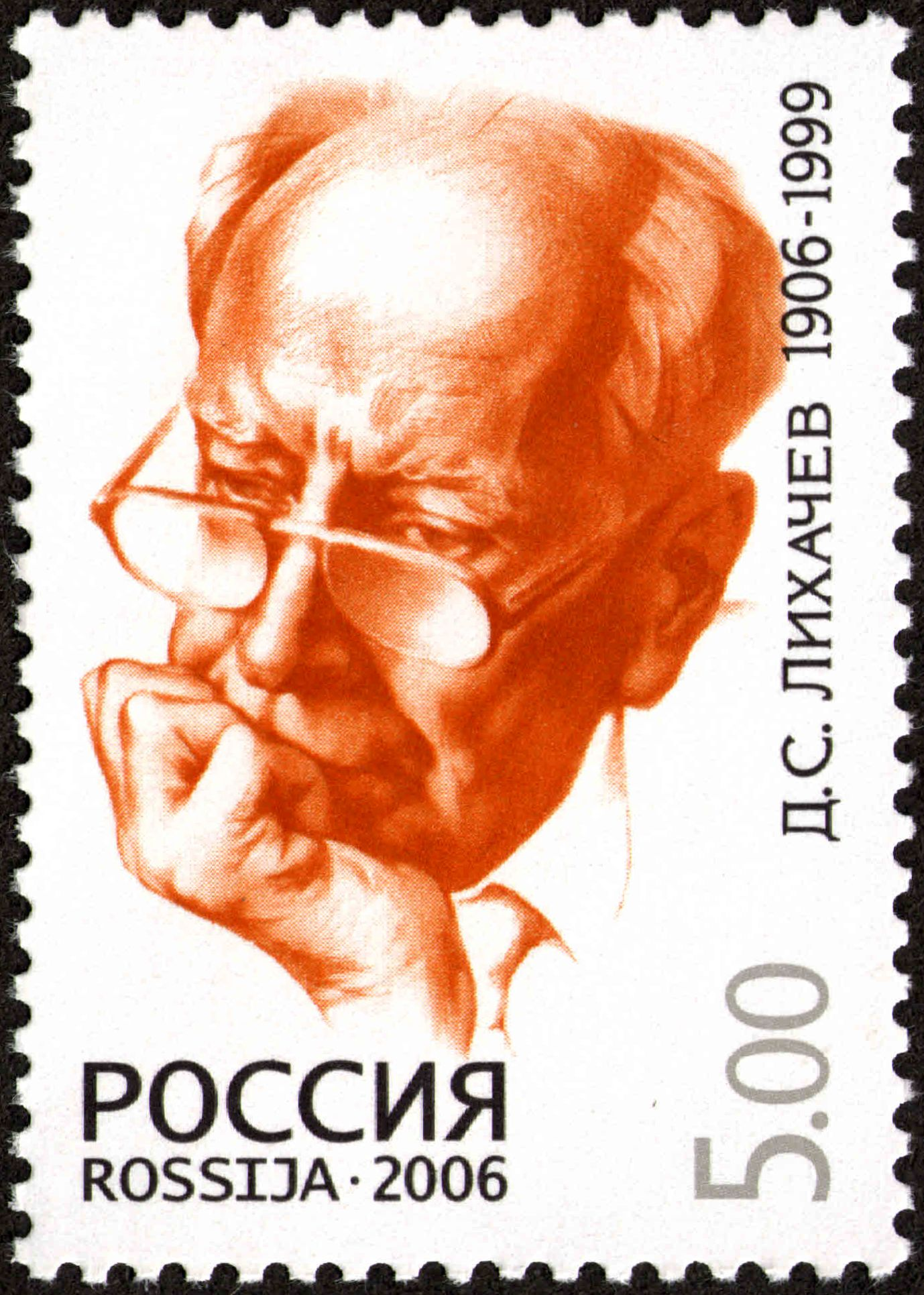
2006 год
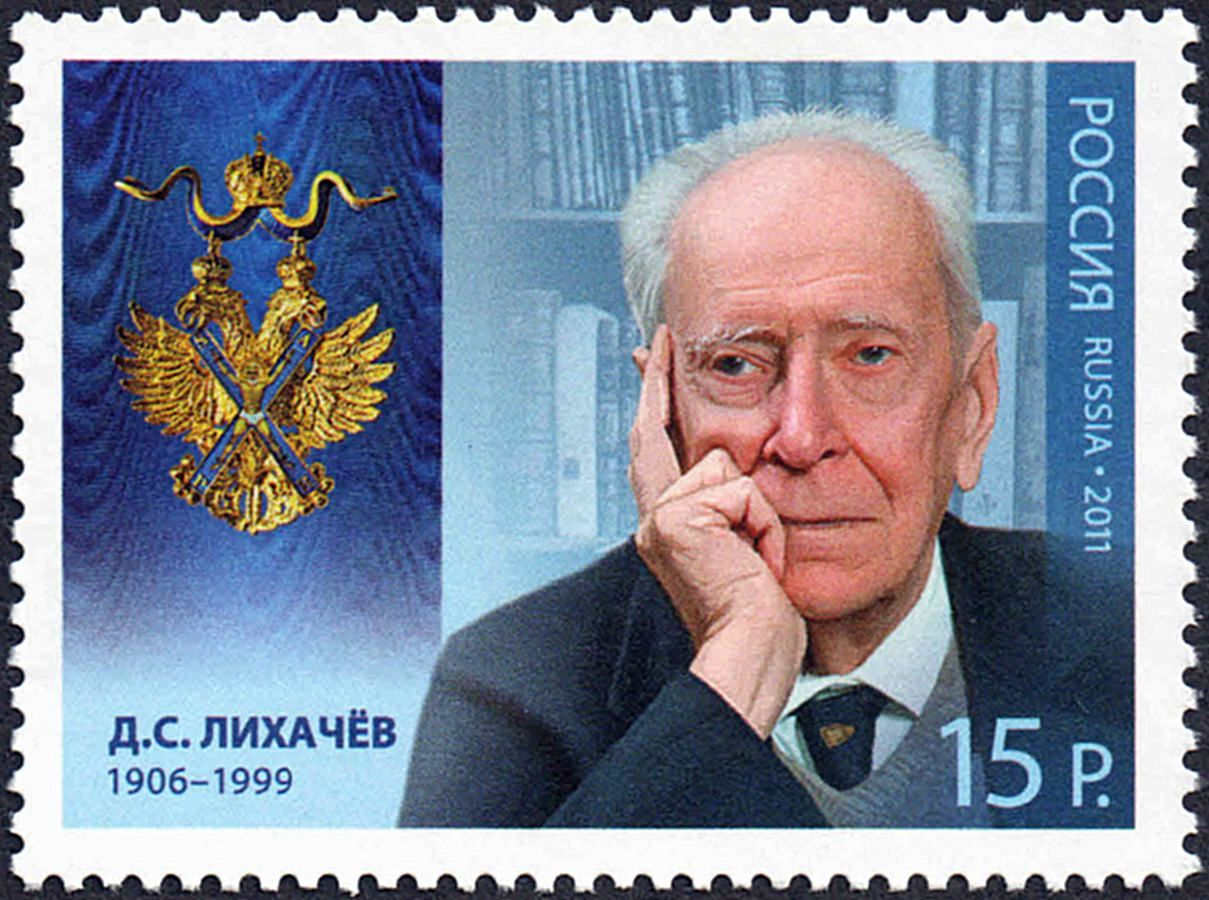
2011 год